# Schloss Steinberg am See

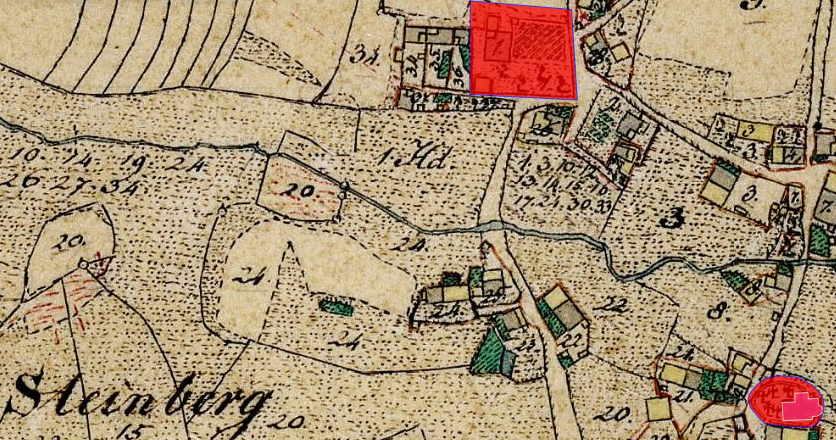
Lageplan von Schloss Steinberg am See auf dem Urkataster von Bayern

Das abgegangene Schloss Steinberg am See befand sich in der oberpfälzischen Gemeinde Steinberg am See im Landkreis Schwandorf. „Archäologische Befunde des Mittelalters und der frühen Neuzeit im Bereich des ehem. Hofmarkschlosses in Steinberg am See, darunter die Spuren von Vorgängerbauten bzw. älteren Bauphasen“ werden als Bodendenkmal unter der Aktennummer D-3-6739-0155 geführt.

## Baulichkeit
Das abgegangene Schloss lag früher in einer Alleinlage 250 m nordwestlich der Filialkirche St. Wendelin von Steinberg am See. Heute befindet es sich in einem bebauten Gebiet (Schloßgasse 1) an der Stelle des ehemaligen Schlosses das Gasthaus Zum Schloß. Dieses ist unter der Aktennummer D-3-76-168-2 als ehemaliges denkmalgeschütztes Baudenkmal von Steinberg am Seeverzeichnet. In unmittelbarer Nähe besteht heute das Heimat- und Braunkohlemuseum Steinberg.

## Geschichte
Das Hofmarkschloss wurde um 1700 erbaut. Es war einst ein Satteldachbau.